# ماه‌بانو تاتا
ماه‌بانو تاتا (۶ اردیبهشت ۱۳۲۱ – ۱۵ مرداد ۱۴۰۲) عضو هیئت علمی دانشگاه باهنر کرمان، از خیرین دانشگاه و مادر علم آمار ایران بود.
نامگذاری یکی از پارک های شهر کرمان به نام « ماه بانو تاتا »

## زندگی
ماه‌بانو تاتا ۲۶ آوریل ۱۹۴۲ (۶ اردیبهشت ۱۳۲۱) در شهر بمبئی هندوستان در یک خانواده زرتشتی به دنیا آمد. دوره کارشناسی و کارشناسی ارشد را در بمبئی گذراند. در سال ۱۹۶۳ به آمریکا رفت و دکترای خود را در رشته آمار از دانشگاه پردو در سال ۱۹۶۷ به دست آورد. پس از ۵ سال تدریس در دانشگاه ایالتی میشیگان، به دعوت مرتضی انواری متقاعد شد پیش از بازگشت به هندوستان، برای یک دوره دو ساله به ایران بیاید و در دانشگاه صنعتی آریامهر (دانشگاه شریف فعلی) تدریس کند. او به واسطه عموی بزرگش با شعر فارسی و شاهنامه آشنایی داشت. به این ترتیب در شهریور ۱۳۵۱ در دانشگاه صنعتی آریامهر مشغول به کار شد. هنوز این دوره دوساله تمام نشده بود که تصمیم گرفت شهروند ایران شود. در سال ۱۳۵۴ وارد مدرسه عالی برنامه‌ریزی و کاربرد کامپیوتر شد، در سال ۱۳۵۶ در دانشگاه آزاد ایران به تدریس پرداخت. بعد از انقلاب ۱۳۵۷ این دانشگاه در دانشگاه علامه طباطبایی ادغام شد و او به کار خود در این دانشگاه ادامه داد. در آن زمان بیشتر دانشگاه‌های ایران رشته آمار نداشتند و تاتا در این مدت عمدتاً درس‌های مقدماتی آمار و ریاضی تدریس می‌کرد.
دانشگاه باهنر کرمان نیاز به متخصص آمار داشت، به همین دلیل تاتا ابتدا در سال ۱۳۶۶ به عنوان مأموریت به کرمان رفت و مدتی بعد (در سال ۱۳۷۴) به‌طور کامل به کرمان منتقل شد و تا پایان عمر در کرمان ماند.
تاتا در «انستیتو بین‌المللی آمار»، «جامعه ریاضی‌دانان ایران»، و «جامعه آماردانان ایران» عضویت داشت و به پاس خدمات وی، به او لقب «مادر آمار ایران» را داده‌اند.

## درگذشت
ماه‌بانو تاتا ۱۵ مرداد ۱۴۰۲ در سن ۸۱ سالگی در کرمان درگذشت.

## فعالیت‌های خیریه
تاتا یک واحد آپارتمان خود در تهران را به انجمن آمار ایران و بخش آمار دانشگاه شهید باهنر کرمان و خانه خود در کرمان را به بیمارستان خداداد مهرابی اهدا کرد.